# 万家岭镇
万家岭镇，是中华人民共和国辽宁省大連市瓦房店市下辖的一个乡镇级行政单位。

## 行政区划
万家岭镇下辖以下地区：
冒山村、太平村、团结村、邢屯村、盖店村、马屯村、郝家沟村、小寺庙村、唐屯村和万家岭村。